# P-Toluensulfonska kiselina
p-Toluensulfonska kiselina (PTSA, tosilna kiselina, TsOH) je organsko jedinjenje sa formulom 3. Ona je beli prah koji je rastvoran u vodi, alkoholima, i drugim polarnim organskim rastvaračima.  grupa je poznata kao tozil grupa i često se označava kao Ts ili Tos. Najčešće se TsOH odnosi na monohidrat, .
TsOH je jaka organska kiselina. Ona je oko milion puta jača od benzojeve kiseline. Ona je jedna od malobrojnih čvrstih kiselina, te je stoga podesna za merenje. Za razliku od jakih mineralnih kiselina (posebno azotne, sumporne, i perhlorne kiseline), TsOH nije oksidujuća.

## Literatura
- Armarego, Wilfred (2003). Purification of Laboratory Chemicals. Elsevier Science. стр. 370.  0-7506-7571-3.